# حسین صادقی (دیپلمات)
حسین صادقی (زادهٔ ۱۳۳۲) دیپلمات اهل ایران است. وی دو دوره سفیر ایران در عربستان بوده‌است. صادقی از دیپلمات‌های نزدیک به اصلاح طلبان می‌باشد. صادقی همچنین سابقه سفارت در کویت و امارات متحده عربی را نیز در کارنامه کاری خود دارد. صادقی سه دوره مدیرکل خلیج فارس وزارت امور خارجه بوده و قبل از انتصاب به سمت جدید، مشاور وزیر خارجه بوده‌است.